# Dassault Mirage F1
Die Mirage F1 ist ein leichtes Jagd- bzw. Mehrzweckkampfflugzeug des französischen Flugzeugherstellers Dassault Aviation.

## Geschichte
Die Mirage F1 wurde von Dassault in Eigeninitiative auf Basis der Mirage III als kleinere, leichtere und einsitzige Alternative zu der 1964 von Frankreich geforderten Dassault Mirage F2 entwickelt. Die Maschine absolvierte ihren Erstflug am 23. Dezember 1966; dieser Prototyp stürzte im Mai 1967 ab, woraufhin die Flugerprobung erst ab März 1969 fortgesetzt wurde. Die ersten Serienexemplare wurden im März 1973 an die französische Luftwaffe ausgeliefert, wogegen es bei der schon ein halbes Jahr vor der F1 zum Erstflug gestarteten Mirage F2 beim Prototyp blieb.
Die Maschinen wurden später auch nach Jordanien, Griechenland, Kuwait, Spanien, Marokko und weitere Staaten exportiert. So wurden als erster Exporterfolg ab 1975 32 Mirage F1AZ und 16 F1CZ nach Südafrika exportiert und dort bis November 1997 eingesetzt. Die meisten Maschinen (110) wurden vom Irak gekauft.
Insgesamt wurden 730 Maschinen gebaut, davon 251 für die französische Luftwaffe. Stationierungsorte waren unter anderem Cambrai, Colmar, Creil, Reims und Straßburg. Die Jägerversion F1C stand bis 2003 noch bei der Armee de l’Air in Dienst. Zum Einsatz kamen die Maschinen in verschiedenen militärischen Konflikten, so unter anderem im Iran-Irak-Krieg, im Alto-Canepa-Grenzkrieg zwischen Ecuador und Peru, im südafrikanischen Krieg gegen die namibische Unabhängigkeitsbewegung (SWAPO) und im Tschadkonflikt.
Marokko will seine noch in Dienst stehenden F1CH, F1EH und luftbetankungsfähige F1EH-200 ab 2010 mit Glascockpit, neuen Schleudersitzen, MICA-Raketen sowie Zielsuchbehältern Damocles modernisieren lassen.
Im Sommer 2011, wenige Jahre vor der erwarteten Außerdienststellung in Frankreich, verlegte mit der EC 02/033 Savoie die letzte F1-Einheit nochmals auf eine neue Heimatbasis – den Militärflugplatz Mont-de-Marsan –, da die bisherige in Reims geschlossen wurde. Im Rahmen der Opération Serval waren ab Januar 2013 auch zwei Mirage F1 CR als Aufklärer im Einsatz. Die Einheit wurde im Juni 2014 außer Dienst gestellt, letztmals flogen F1 am 14. Juli 2014 über die Avenue des Champs Élysées.
Der spanische Ejército del Aire stellte seine letzten vier Mirage F1 im Juni 2013 auf der Basis Los Llanos außer Dienst, sie waren zuletzt nur noch bei der 141. Staffel des dortigen 14. Geschwaders stationiert, frühere Nutzer waren das 11. Geschwader, damals stationiert in Manises, und die 462. Staffel des 46. Geschwaders in Gando.

### Einsatzgeschichte
1984 und 1986/1987 intervenierte Frankreich im Tschad, dabei kamen Mirage F1 auch gegen Libysche Einheiten zum Einsatz, welche im nördlichen Tschad einen Militärflugplatz eingerichtet hatten.
1987/88 kam es zu Luftkämpfen zwischen südafrikanischen Mirage F1 und angolanischen MiG-23.
Mindestens zwei ecuadorianische Mirage F1 kamen 1995 beim Cenepa-Krieg mit Peru zum Einsatz. Laut ecuadorianischer Seite kam es dabei zum „einzigen Luftkampf jemals von Mirage F1 auf dem amerikanischen Kontinent“, da Ecuador behauptet, zwei peruanische Flugzeuge abgeschossen zu haben.
Nach der irakischen Invasion Kuwaits 1990 verlegte Frankreich Mirage F1 nach Katar und Saudi-Arabien.

## Technik
Gegenüber der Mirage III kam ein neuer eher konventioneller Pfeilflügel in Schulterdeckerbauweise mit Sägezahn und Vorderkantenklappen sowie separaten Höhenrudern und höherer Kraftstoffkapazität zum Einsatz. In Verbindung mit der leistungsstärkeren Atar-9K-Turbine wurden neben der gesteigerten Manövrierfähigkeit auch verbesserte Tiefflug- und Starteigenschaften erreicht. Das Cockpit war mit F10M-Schleudersitzen ausgerüstet. Das Modell verfügt über eine Zweikanal-FBW-Steuerung für alle drei Achsen mit zusätzlichem mechanischen Backup und automatischer Sicherheitsüberprüfung. Als Bewaffnung kam neben diversen Bomben und Raketen an fünf Aufhängepunkten auch zwei 30-mm-DEFA-Maschinenkanonen mit jeweils 135 Granaten zum Einsatz.

## Varianten

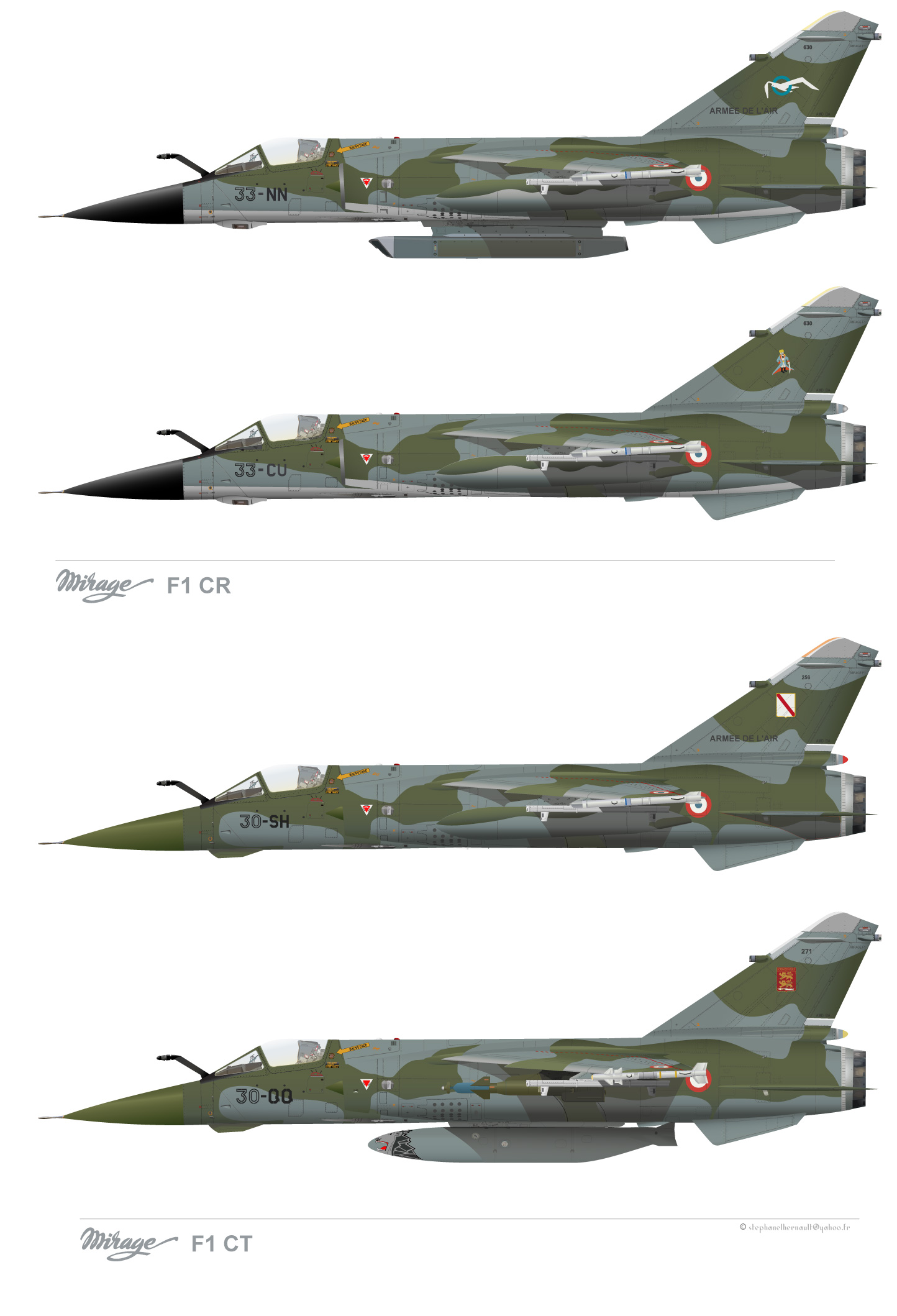
Mirage F1 CR & CT Armée de l’Air

### Mirage F1C
Erste Serienversion als Jäger mit Cyrano-IV-Radar. Ab 1977 mit Tankausleger als F1C-200 bezeichnet. Ab 1982 wurde für Aufklärungszwecke die F1CR mit modifiziertem Cyrano-IVMR, Kameras und Außenstationen für Aufklärungsbehälter produziert.

#### Mirage F1CT
Ab 1992 kamen von F1C-200 zu F1CT umgerüstete, mit weiterentwickeltem Radar und Zentralrechner, Head-Up-Display und Laser ausgestattete Maschinen zum Einsatz. Sie standen bis 2013 in Frankreich im Dienst.

#### Mirage F1CR
Nach dem Wechsel hin zu Mehrzweckkampfflugzeugen wurde auf eine reine Aufklärervariante verzichtet. Die CR-Variante ist ein Mehrzweck-Kampfflugzeug mit Vorrichtungen zum Anbringen von Aufklärungsbehältern. Die Mirage F1CR-200 flog erstmals am 20. November 1981. Ihre Sensoren sind extern und intern verbaut oder anhängbar. Die Sensoren umfassen:
- Infrarot-Linienscanner SAT SCM2400 Super Cyclone. Er befindet sich im Bug hinter der Radarnase.

Weiter sind folgende Fotokameras unter der Nase einbaubar:
- Panorama-Fotokamera Thomson-TRT 40 (oder eine Fotokamera Thomson-TRT 33). Das Cyrano-IVM-R-Radar befindet sich unter dem Bug. Am Rumpfpylon können das Side-Looking-Airborne-Radar (SLAR) Raphaël TH oder ein Behälter für Elektronische Aufklärung ASTAC ELINT mitgeführt werden.

Die Mirage F1CR stand bis 2014 in Frankreich im Dienst.

### Mirage F1A
Einfacher ausgerüstete Exportvariante.

### Mirage F1B
Zweisitzige und 30 cm längere Trainervariante ohne Maschinenkanonen mit verringerter Treibstoffkapazität. Der Erstflug fand 1976 statt, die Auslieferung begann im Oktober 1980.

### Mirage F1E
Modernisierte Version als Mehrzweckkampfflugzeug.

### Mirage F1D
Zweisitzige Trainingsvariante auf Basis der F1E.

## Nutzer
- Ecuador: 16 Mirage F1JA, 2 Mirage F1JE (bis 2011[6])
- Frankreich: 162 Mirage F1C, 20 Mirage F1B, 57 Mirage F1CT (aus Mirage F1C umgebaut), 64 Mirage F1CR (bis 2014[8])
- Gabun: 6 Mirage F1AZ von Südafrika
- Griechenland: 40 Mirage F1CG (bis 2003[9])
- Irak: 105 Mirage F1EQ, 15 Mirage F1BQ, 2 Mirage F1CK u. 5 Mirage F1BK (1990 von Kuwait erbeutet)
- Iran: > 24 Mirage F1BQ/EQ von Irak
- Jordanien: 17 Mirage F1CJ, 17 Mirage F1EJ, 2 Mirage (F1BJ bis 2010[10])
- Katar: 13 Mirage F1EDA, 2 Mirage F1DDA
- Kuwait: 27 Mirage F1CK, 6 Mirage F1BK
- Libyen: 16 Mirage F1AD, 16 Mirage F1ED, 6 Mirage F1BD
- Marokko: 30 Mirage F1CH, 14 Mirage F1EH, 6 Mirage F1C-200
- Spanien: 45 Mirage F1CE, 22 Mirage F1EE, 6 Mirage F1BE (bis 2013[11])
- Südafrika: 32 Mirage F1AZ, 16 Mirage F1CZ (bis 1997[12])

### Kommerzielle Nutzer
- Paramount Aerospace Systems (Südafrika), Mirage F1AZ, Mirage F1CZ, Mirage F1B[13]
- Textron (USA). Die Tochterfirma Airborne Tactical Advantage Company (ATAC) erwarb 63 ehemalige französische Mirage F1B, F1CT und F1CR für Luftkampfausbildung im Auftrag der US Air Force.
- Draken International (USA) hat 20 ehemalige spanische L Mirage F1Ms und 2 F1B Flugzeuge für den Einsatz in der Adversary-Air-Rolle erworben, um Aufträge der US Air Force auszuführen.[14][15] Draken kaufte zudem weitere Mirages in Jordanien.[10]

## Technische Daten
| Kenngröße             | Daten der Mirage F1C                                                           | Daten der Mirage F1B                               |
| --------------------- | ------------------------------------------------------------------------------ | -------------------------------------------------- |
| Länge                 | 15,25 m                                                                        | 15,55 m                                            |

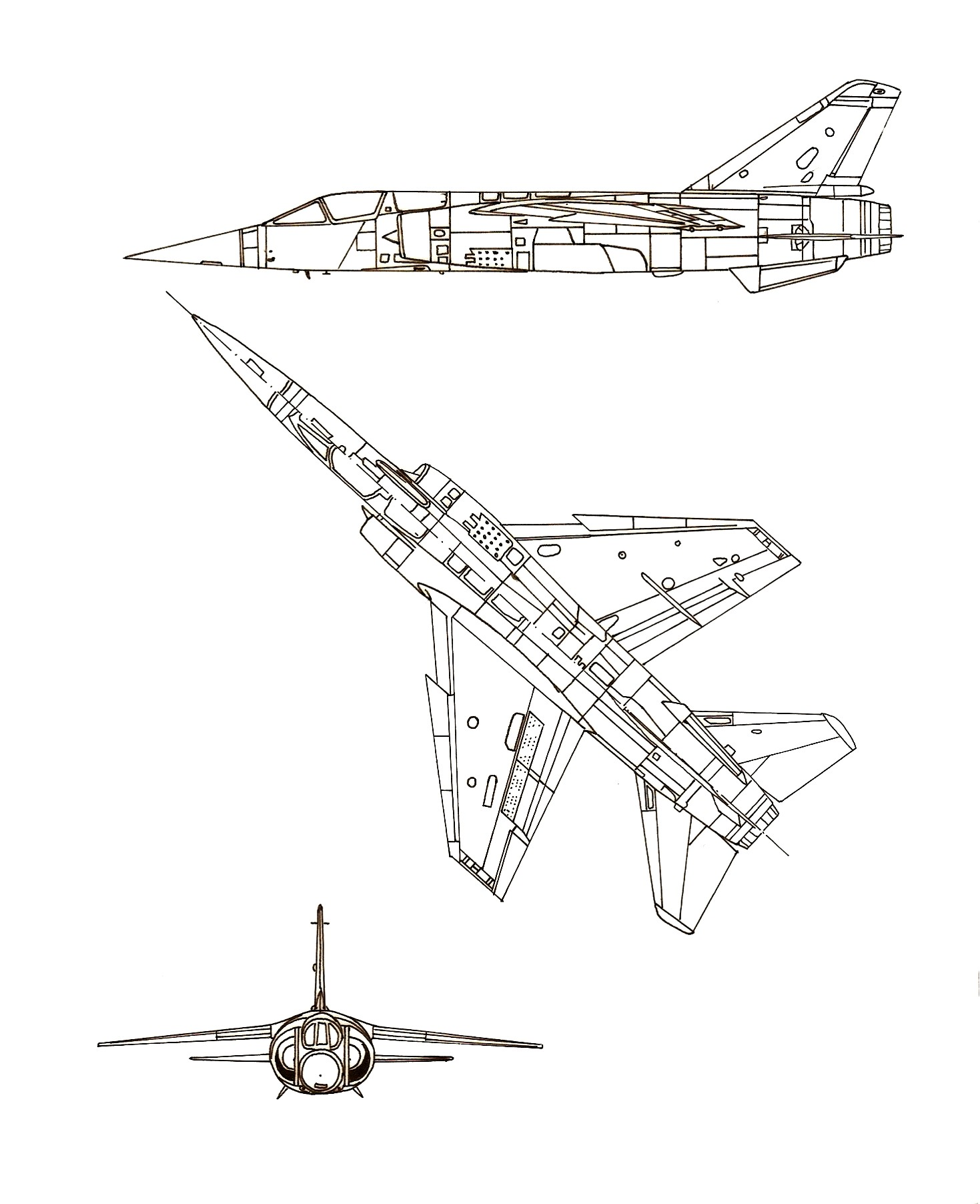
Dreiseitenriss der F1C

| Spannweite            | - 8,44 m ohne Startschienen - 9,32 m mit Magic-Raketen an den Tragflächenenden | 8,44 m                                             |
| Höhe                  | 4,49 m                                                                         | 4,49 m                                             |
| Flügelfläche          | 25,0 m²                                                                        | 25,0 m²                                            |
| Flügelstreckung       | 2,8                                                                            | 2,8                                                |
| Leermasse             | 7.400 kg                                                                       | 7.400 kg                                           |
| max. Startmasse       | 15.200 kg                                                                      | 15.200 kg                                          |
| Treibstoffvorrat      | k. A.                                                                          | geringer als der der Mirage F1C                    |
| Höchstgeschwindigkeit | - 2.340 km/h (in 12.000 m Höhe) - 1.450 km/h (auf Meereshöhe)                  | k. A.                                              |
| Dienstgipfelhöhe      | 20.000 m                                                                       | k. A.                                              |
| max. Steigrate        | 213 m/s                                                                        | k. A.                                              |
| Aktionsradius         | 740 km                                                                         | k. A.                                              |
| Reichweite            | 1.300 km                                                                       | k. A.                                              |
| Triebwerk             | ein SNECMA Atar-9K-50-Turbojet                                                 | k. A.                                              |
| Schubkraft            | - mit Nachbrenner: 70,18 kN - ohne Nachbrenner: k. A.                          | - mit Nachbrenner: k. A. - ohne Nachbrenner: k. A. |

## Bewaffnung
Im Rumpf integrierte Rohrwaffen
- 2 × 30-mm-Revolverkanonen M553 DEFA mit je 135 Schuss Munition, fest installierte Bordbewaffnung (außer F1CR)

Kampfmittel bis zu 4.000 kg an sieben Außenlaststationen unter den beiden Tragflächen sowie unter dem Rumpf
Luft-Luft-Lenkflugkörper
- 2 × Startschienen für je 1 × Matra R.550 „Magic 1/2“ – infrarotgesteuerter Kurzstrecken-Luft-Luft-Lenkflugkörper
- 1 × Alkan 38DN-Startschienen für je 1 × Matra R.530FE/ZE – radar- oder infrarotgelenkter Kurzstrecken-Luft-Luft-Lenkflugkörper
- 2 × Startschienen für je 1 × Matra Super 530F-1 – radargelenkter Mittelstrecken-Luft-Luft-Lenkflugkörper
- 4 × LAU-7/A-Startschienen für je 1 × Philco-Ford AIM-9P „Sidewinder“ – infrarotgesteuerter Kurzstrecken-Luft-Luft-Lenkflugkörper

Luft-Boden-Lenkflugkörper
- 1 × Aérospatiale AM-39 „Exocet“ – Seezielflugkörper
- 2 × Aérospatiale AS-30L – lasergelenkter 520-kg-Lenkflugkörper
- 2 × MATRA „ARMAT“ (verbesserte AS-37 Martel) – Anti-Radar-Lenkflugkörper
- 2 × Ch-29 (NATO-Codename: AS-14 Kedge)

Ungelenkte Luft-Boden-Raketen
Ungelenkte Luft-Boden-Raketen
- 2 × Raketenwerfer Matra F1 für je 36 × ungelenkte SNEB-Luft-Boden-Raketen; Kaliber 68 mm
- 2 × Raketenwerfer Matra F4 für je 18 × ungelenkte SNEB-Luft-Boden-Raketen; Kaliber 68 mm
- 2 × Raketenwerfer TBA 100-4 (F3) für je 4 × ungelenkte SNEB-Luft-Boden-Raketen; Kaliber 100 mm

Gelenkte Bomben
- 2 × Matra BGL 1000 (lasergelenkte 990-kg-Gleitbombe)
- 4 × Raytheon GBU-49/B „Enhanced Paveway II“ (auch EGBU-12; laser-, GPS- und INS-gelenkte 227-kg-Gleitbombe, basierend auf einer Mk.82-Sprengbombe mit Steuerung vorn und Lenksatz hinten)
- 4 × Raytheon GBU-22/B „Paveway III“ (lasergelenkte 227-kg-/611-lb-Gleitbombe, basierend auf einer Mk.82-Sprengbombe mit Steuerung vorn und BSU-82/B-Lenksatz hinten)
- 2 × Raytheon GBU-16B/B „Paveway II“ (lasergelenkte 496-kg-/1000-lb-Gleitbombe, basierend auf einer Mk.83-Sprengbombe mit Steuerung vorn und Lenksatz hinten)

Ungelenkte Bomben
- 14 × Société des Ateliers Mécaniques de Pont-sur-Sambre (SAMP) EU2 (250-kg-Freifallbombe; analog Mk.82)
- 2 × Rafaut AUF-2, Bombenrack für je 2 × Mark 82 (227-kg-Freifallbombe)
- 6 × Société des Ateliers Mécaniques de Pont-sur-Sambre (SAMP) T200 (400-kg-Freifallbombe; analog Mk.83)
- 1 × 30-6-M2-Waffenträger mit 18 × Thomson-Brandt BAT-120 (34-kg-Splitterbombe)
- 1 × 30-6-M2-Waffenträger mit 18 × Thomson-Brandt BAP-100 (32,5-kg-Anti-Startbahn-Bombe)
- 2 × Rafaut AUF-2, Bombenrack für je 2 × Matra/Thomson-Brandt BLG 66 „Belouga“ (305-kg-Streubombe)
- 4 × Matra „Durandal“ (raketengetriebene 219-kg-Anti-Startbahn-Bombe)

Zusatzbehälter
- 1 × Dassault CC-420-Kanonenbehälter mit 1 × 30-mm-Revolver-Maschinenkanonen M553 DEFA und 180 Schuss Munition
- 2 × abwerfbare Flügel-Zusatztanks RP35/2 für je 1.200 Liter Kerosin
- 1 × abwerfbarer Unterrumpf-Zusatztank RP35 für je 2.200 Liter Kerosin

Aufklärungs-/Zielbehälter
- 1 × Thomson-CSF „Atlis II“ (Automatic Tracking Laser Illuminating System) – Laser-Zielbehälter
- 1 × Thomson-CSF SLAR 2000 „Raphael“ – Bodenradaraufklärungsbehälter
- 1 × AMD-BA AA-3-38 „Harold“ (Aufklärungsbehälter mit Kameras)
- 1 × Thomson-CSF Optronics „Presto“ (Pod REconnaissance Stand Off; Aufklärungsbehälter mit 610-mm-LOROP-Nassfilm-Fotokamera)
- 1 × Thales ASTAC (Airborne Electronic Reconnaissance System)-Aufklärungsbehälter – ELINT-Aufklärungsbehälter

## Selbstverteidigungssysteme
Aktive Maßnahmen
- 1 × Philips-Matra Phimat – Täuschkörperwerfer mit 210 Düppel-Patronen
- 1 × Matra „Corail“ (contre-mesures optronique et radar integre par leurrage)-Täuschkörperwerfer mit einem Alan-5020-Werfer mit 18 × 40-mm- oder 8 × 60-mm-Leuchtfackeln (Flare)
- 1 × Thales Remora DB3163 – externer ECM-Störbehälter
- 1 × Thales PAJ-FA – externer ECM-Störbehälter

Radarwarngeräte
- Thomson – CSF „BF“ o. „Sherloc“
- General Instrument AN/ALR-66(VE) (nur Mirage F1CG)

## Galerie

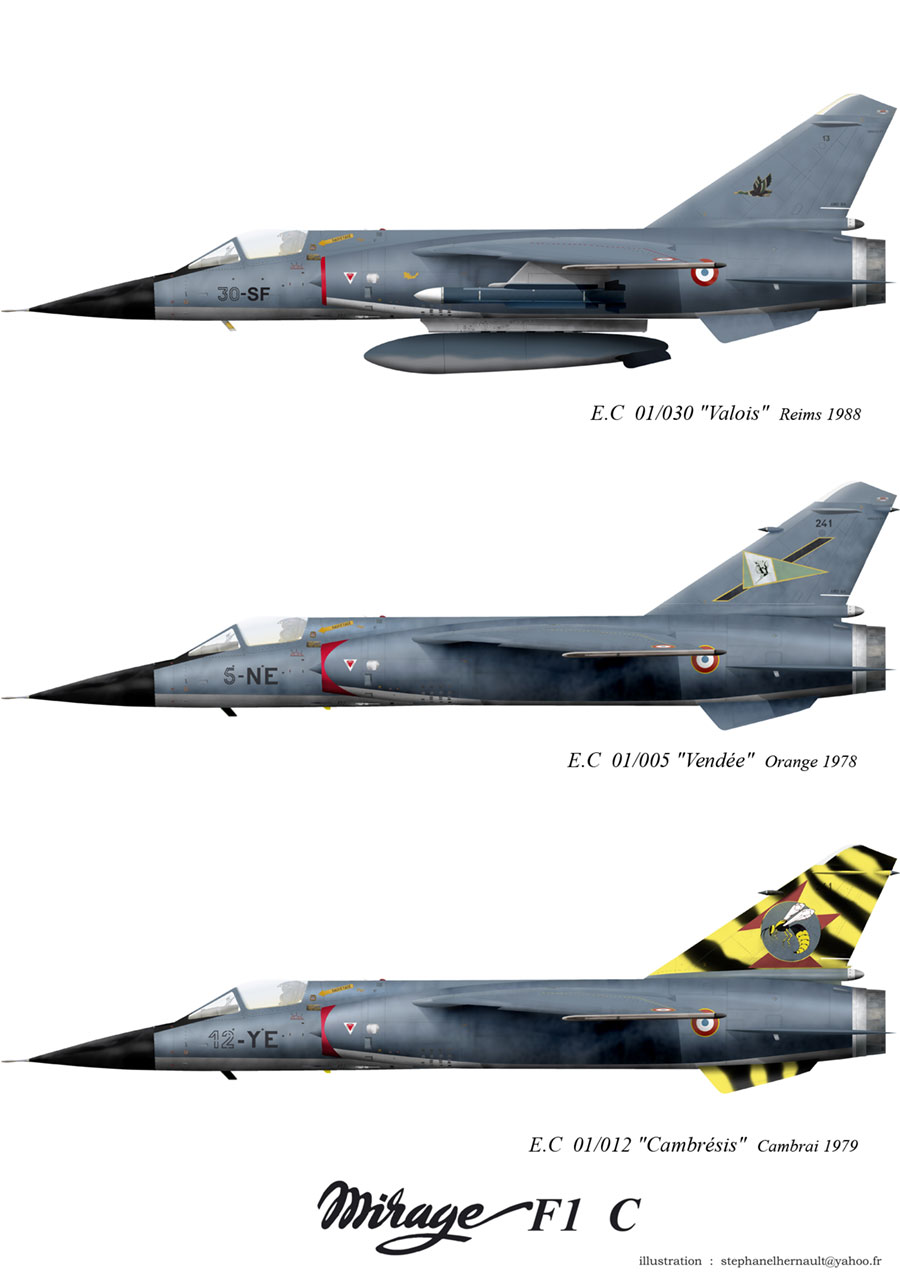
Mirage F1C Armée de l’Air
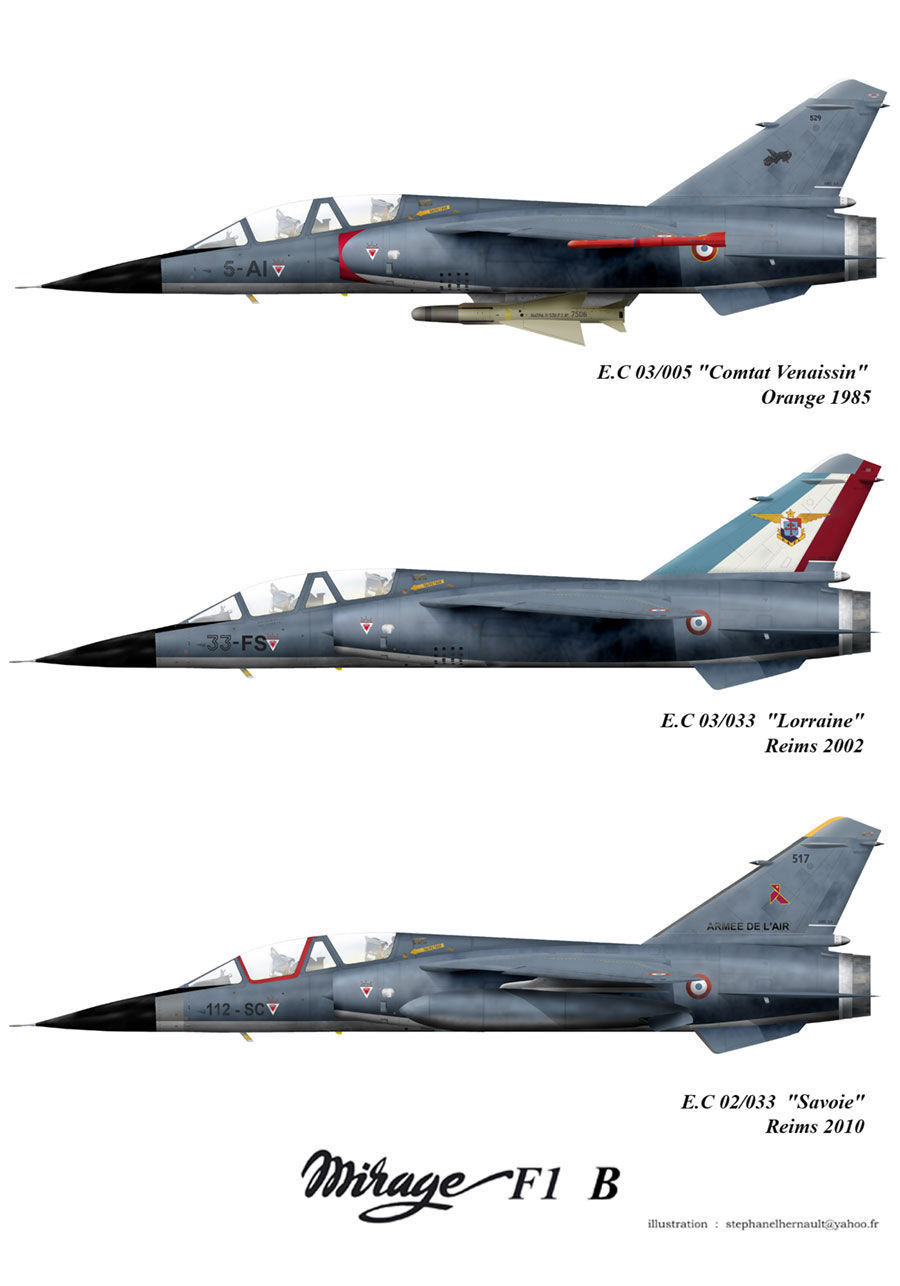
Mirage F1B Armée de l’Air
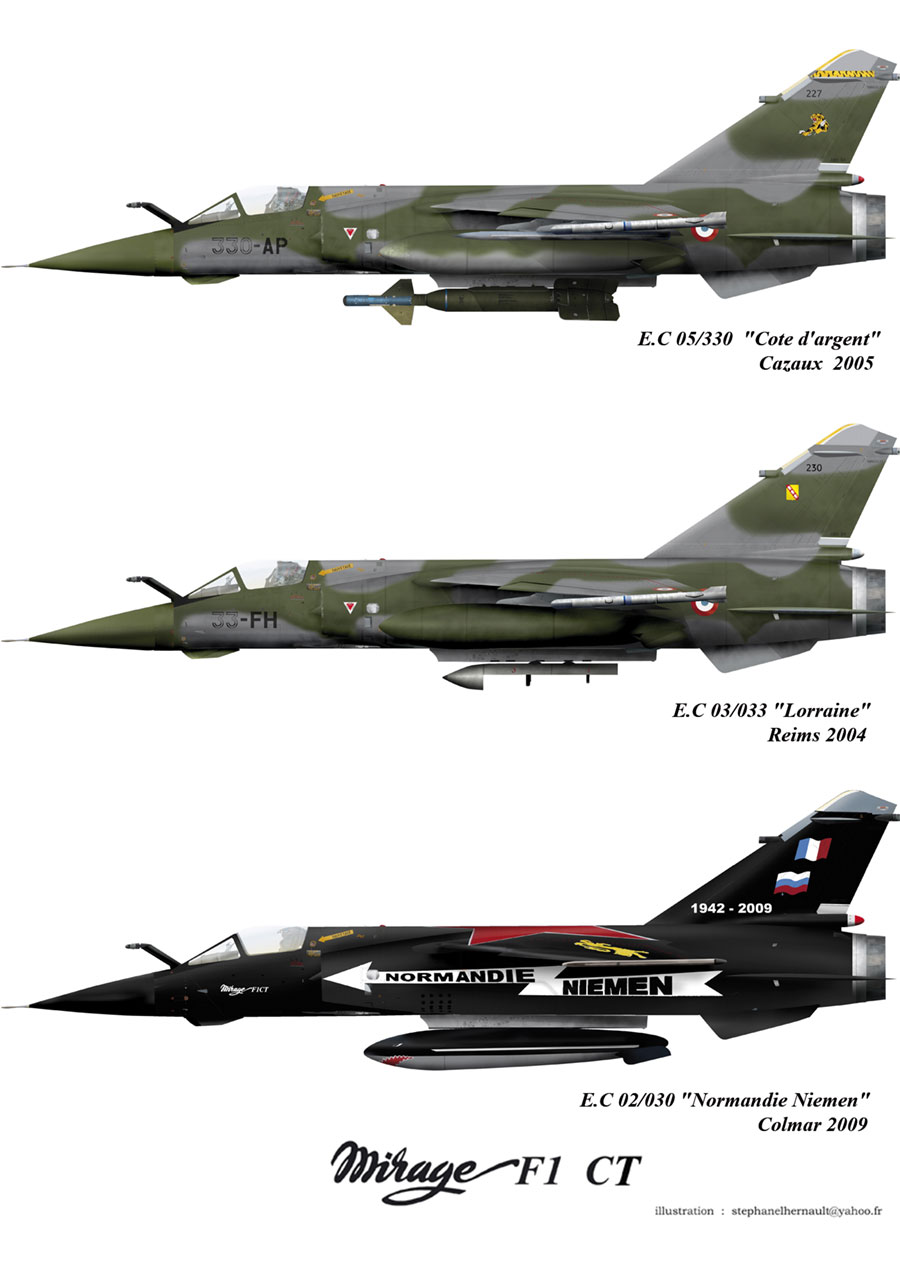
Mirage F1CT Armée de l’Air
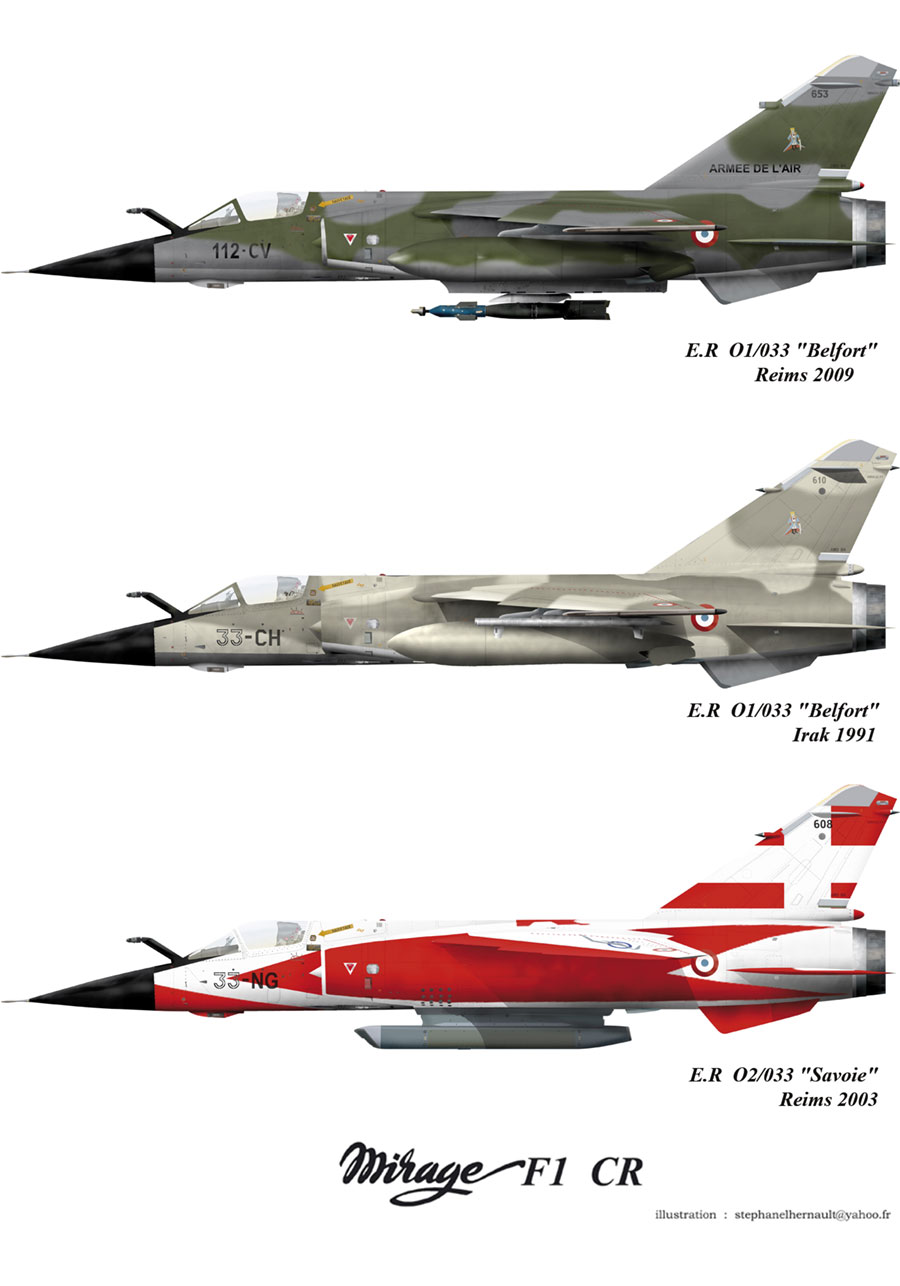
Mirage F1CR Armée de l’Air